# روث گوستافسون
روث گوستافسون (انگلیسی: Ruth Gustafson; ۸ ژوئیهٔ ۱۸۸۱ – ۵ آوریل ۱۹۶۰) سیاستمدار، سندیکاچی، سافرجت، و ویراستار اهل سوئد بود.

## زندگی و حرفه
روث گوستافسون در شهر استکهلم به دنیا آمد. پدرش فردریک تئودور پترشون، سرایدار، و مادرش آنا لوویزا یوهانسون بودند. او در سال ۱۹۱۲ با یالمار آلبین گوستافسون (۱۸۸۳–۱۹۶۱)، ویراستار و نماینده مجلس ازدواج کرد و در سال ۱۹۳۴ از او جدا شد. روث گوستافسون در دوره‌ای عضو هیئت مدیره اتحادیه زنان کارگر در سال‌های ۱۹۰۳ تا ۱۹۰۶ بود، سپس در سال‌های ۱۹۰۷ تا ۱۹۱۰ و نیز ۱۹۱۷ تا ۱۹۲۰ در کمیته کاری زنان سوسیال‌دموکرات فعالیت داشت. در فاصلهٔ سال‌های ۱۹۰۸ تا ۱۹۱۰، ریاست این کمیته را برعهده گرفت. همچنین در سال‌های ۱۹۲۰ تا ۱۹۳۲ و نیز ۱۹۳۶ تا ۱۹۴۸ عضو هیئت مدیره سازمان زنان سوسیال‌دموکرات بود.
او در خانواده‌ای کارگری اما آگاه و روشنفکر رشد کرد. والدینش به مسائل سوسیالیستی و حقوق کارگران علاقه‌مند بودند و پدرش در فعالیت‌های اتحادیه‌ای مشارکت داشت. در دههٔ ۱۸۹۰، روث گوستافسون از طریق باشگاه‌های جوانان سوسیال‌دموکرات در استکهلم وارد جنبش سوسیال‌دموکراسی شد. در سال ۱۹۰۲ به‌طور رسمی به حزب سوسیال‌دموکرات پیوست و از آن پس به‌عنوان سخنران فعال حزب شناخته شد. او از کاتا دالستروم و آنا استرکی به‌عنوان الگوهای خود یاد کرده است.
گوستافسون به‌دلیل دیدگاه‌های رادیکال و پیشرو خود شناخته می‌شد. او خواهان جدایی دین از سیاست و لغو وابستگی به کلیسای سوئد بود. همچنین از ازدواج مدنی حمایت می‌کرد و خواهان اعطای حقوق قانونی به زوج‌هایی بود که بدون ازدواج رسمی با یکدیگر زندگی می‌کردند، درست مانند خودش که پیش از ازدواج، شش سال با همسرش بدون عقد رسمی زندگی کرده بود. افزون بر این، او خواهان محافظت از کودکان در برابر بهره‌کشی و کار در سنین پایین بود.
در درون حزب سوسیال‌دموکرات و نیز جنبش کارگری سوئد، روث گوستافسون از چهره‌های پیشگام در دفاع از حقوق زنان محسوب می‌شد. در آن زمان، بیشتر زنان طبقه کارگر تمایلی به همکاری با سازمان‌های حقوق زنان نداشتند، چرا که این سازمان‌ها عمدتاً تحت نفوذ زنان طبقه مرفه و اشرافی بودند. زنان کارگر ترجیح می‌دادند مطالبات خود را از طریق اتحادیه‌های کارگری زنان پیگیری کنند، و گوستافسون صدای پرتوان آن‌ها در درون حزب سوسیال‌دموکرات بود. او تلاش می‌کرد تا در محیطی که اولویت‌ها عمدتاً بر حقوق کارگران متمرکز بود، مسائل خاص زنان و مشارکت آن‌ها در سیاست را نیز به رسمیت بشناساند. مشارکت زنان در سیاست در آن دوران گرچه رایج شده بود، اما هنوز با مخالفت‌ها و مقاومت‌هایی روبه‌رو بود، و گوستافسون یکی از زنانی بود که در برابر این جریان ایستادگی کرد.
او همچنین در فعالیت‌های آموزشی و فرهنگی نقش داشت و برای آگاهی‌بخشی به زنان طبقه کارگر دربارهٔ حقوقشان تلاش می‌کرد. سخنرانی‌های او در اجتماعات حزبی، اتحادیه‌ها و همایش‌های زنان، تأثیر بسزایی در ارتقاء موقعیت زنان در فضای عمومی داشت. روث گوستافسون با تعهد و صراحت لهجه‌اش در دفاع از عدالت اجتماعی و برابری، به یکی از چهره‌های قابل احترام در جنبش کارگری سوئد بدل شد.
روث گوستافسون در سال ۱۹۶۰ در استکهلم درگذشت و میراثی پایدار از مبارزه برای حقوق برابر زنان و کارگران از خود بر جای گذاشت.